# Simeon (stam)

Stamgebieden in het Bijbelse Israël

De Stam van Simeon was volgens de Hebreeuwse Bijbel een van de twaalf stammen van Israël. De stamvader was Simeon, de op een na oudste zoon van Jakob.
De stam van Simeon was verspreid en verdeeld, zoals voorspeld in Genesis 49:5-7, en ten tijde van de Exodus was hun aantal met twee derde geslonken (Numeri 1:23, 26-14). De stam behoorde tot de onbelangrijkste stammen van Israël en Mozes sloeg de stam over in zijn zegening in Deuteronomium 33. Mogelijk werd de stam toen al geassocieerd met Juda.
Na de verovering van Kanaän door de Israëlieten, kreeg de stam grondgebied toegewezen uit het deel dat aan de stam van Juda was toebedeeld (Jozua 19: 1-9). De grootte van dit grondgebied was onbekend en mogelijk bezat de stam slechts verspreide steden in het zuidwesten van Juda's grondgebied. Het lot van de stam van Simeon is te vergelijken met dat van Levi. De stam van Levi kreeg geen grondgebied toegewezen, maar enkele steden en het priesterschap in het tabernakel van God (en later in de Tempel van Salomo). Samen met Levi wordt Simeon in verband gebracht met de moord op de mannelijke inwoners van Sichem en daarom werden zij vervloekt. Dat verklaart waarom de beide stammen weinig gebieden kregen toegewezen.
Verdere vermeldingen van de stam zijn slechts sporadisch (1 Kronieken 4:24-43) en de stam is vermoedelijk volledig in Juda opgegaan.
Doordat de stam Jozef werd geacht te bestaan uit de twee stammen Efraïm en Manasse (reeds vanaf Numeri 1:6-15), kwam het aantal toch weer op twaalf.